# Frondipedia charma
Frondipedia charma là một loài bọ cánh cứng trong họ Cerambycidae.